# Jörg Schieb

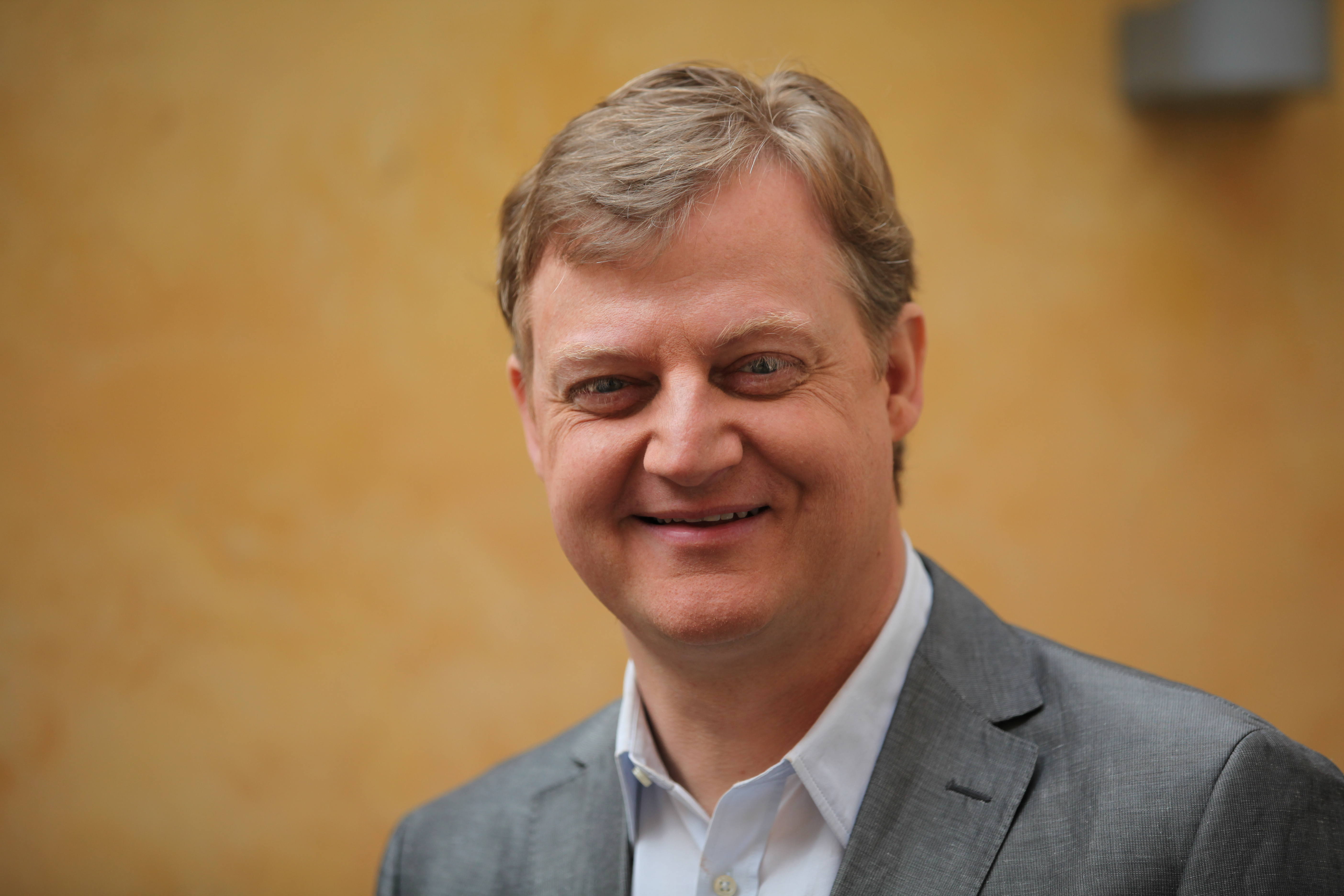
Jörg Schieb (2015)

Jörg Schieb (* 25. November 1964 in Osnabrück) ist ein deutscher Journalist und Autor im Bereich Programmierung, Anwendungssoftware und Digitalisierung.

## Leben und Karriere
Nach dem Abitur in Mönchengladbach begann Jörg Schieb 1986 eine Ausbildung bei Data Becker. In den 1980er und 1990er Jahren schrieb er überwiegend Fachartikel und Fachbücher, vor allem über Betriebssysteme und Anwendungssoftware. Schieb hat über 140 Bücher (überwiegend Ratgeber) veröffentlicht und gilt im Gebiet der Computer-Literatur als „Bestseller-Autor“.
Ab den 1990er Jahren hat er dann auch regelmäßig für Magazine wie Der Spiegel, Stern, Wirtschaftswoche, test sowie für Zeitungen wie Frankfurter Allgemeine Zeitung, Handelsblatt und viele andere geschrieben.
Seit November 1995 ist Schieb fester freier Mitarbeiter der Aktuelle Stunde mit eigener Rubrik „Angeklickt“. Ins Fernsehen geholt hat ihn Frank Plasberg, der Digitalthemen leicht verständlich einem breiten Publikum zugänglich machen wollte. Schieb arbeitet für die ARD als Digitalexperte in unterschiedlichen Formaten wie Tagesschau (ARD), Tagesthemen oder Nachtmagazin. Ebenso in anderen ARD-Sendungen im Fernsehen und diversen Radioprogrammen. Auf Phoenix bewertet Schieb regelmäßig Entwicklungen mit politischer und gesellschaftlicher Bedeutung.
Gemeinsam mit Dennis Horn produzierte und moderierte Jörg Schieb seit April 2019 den Podcast Cosmotech. des Radiosenders COSMO Hier ging es vor allem um Themen rund um Veränderungen in der digitalisierten Welt. Der Podcast wurde 2022 eingestellt.
Seit 2021 ist Jörg Schieb Dozent an der Technischen Hochschule Köln und lehrt dort in verschiedenen Seminaren „Digital Literacy“.

### Privates
Jörg Schieb lebt seit 1995 in Meerbusch bei Düsseldorf. Er hat zwei Töchter (* 2005 und * 2008).

## Auszeichnungen
- 2006: Nominierung Grimme Online Award für Angeklickt WebTV
- 2016: Journalistenpreis 2016 Informatik in der Kategorie Fernsehen für Quarks & Caspers: 7 Dinge, die Sie wissen sollten!
- 2023: Datenschutzpreis der Gesellschaft für Datenschutz und Datensicherheit (GDD)[5]

### Bücher
- Jörg Schieb: Der Digitalschock: Was vom Hype bleiben wird – so verändern ChatGPT, Bard & Co unseren Alltag. Redline Verlag, München 2023, ISBN 978-3-86881-947-2.